# What About Love (canção de 1983)
What About Love é uma power ballad originalmente gravada pelo grupo de rock canadense Toronto em 1983, mas que tornou-se um hit mundial quando gravada pela grupo estadunidense de rock Heart, em 1985. Foi a primeira música do Heart a chegar ao top 40 em três anos, e seu primeiro top 10 em cinco. Foi lançado como o primeiro single do álbum Heart, de 1985, assim como seu primeiro single de sucesso em sua nova gravadora, a Capitol Records. Grace Slick e Mickey Thomas, co-vocalistas do Starship na época, fornecem os back-vocals na música.

## História da Música
A canção foi originalmente gravada em 1983 pelo grupo de rock canadense Toronto, do qual os compositores Sheron Alton e Brian Allen eram membros. (O outro compositor, Jim Vallance, não era membro de Toronto, apesar de tocar bateria na gravação original da música). No entanto, o resto da banda optou por não lançar a música, e a frustração que Allen e Alton enfrentaram em ser incapazes de convencer seus companheiros de banda a apresentar esse e outros materiais nos álbuns do Toronto os levou a suas saídas do grupo.
Mais tarde, Michael McCarty na ATV Music Publishing estava revendo o catálogo de músicas dele quando se deparou com "What About Love". Ele ofereceu a música para o Heart, que a transformou em um sucesso mundial. A versão original de Toronto permaneceu comercialmente inédita até 2002, quando apareceu como um bônus extra no CD "Toronto: The Greatest Hits".

### Recepção
O som da música marcou uma mudança considerável na direção musical do Heart, passando do hard rock e folk rock de seu trabalho anterior para uma power ballad de poder mais polido. "What About Love" recebeu extenso airplay na MTV e levou o Heart ao Top-10 dos EUA Billboard Hot 100 pela primeira vez em cinco anos, chegando ao décimo lugar.
A música alcançou o 14º lugar no UK Singles Chart após seu relançamento em 1988. Exclusivamente em seu lançamento no Reino Unido, "What About Love" também foi apresentado em uma versão estendida nas versões 12 "e CD single.
O refrão da música foi apresentado em uma série de comerciais da Swiffer WetJet TV do final de 2010 até o ano seguinte. A campanha seguiu uma série de comerciais anteriores Swiffer usando canções populares dos anos 70 e 80.

## Desempenho nas Paradas Musicais

### Versão doHeart
| Parada Musical (1985)                   | Desempenho |
| --------------------------------------- | ---------- |
| Australian Singles Chart                | 28         |
| Canadian Adult Contemporary             | 3          |
| Canadian Singles Chart                  | 8          |
| German Singles Chart                    | 43         |
| Polish Singles Chart[carece de fontes?] | 26         |
| U.S. Billboard Hot 100                  | 10         |
| U.S. Billboard Maintstream Rock         | 3          |
| Parada Musical (1988)                   | Desempenho |
| UK Singles Chart                        | 14         |
| Parada Musical (2008)                   | Desempenho |
| Canadian Hot Digital Singles Chart      | 37         |